# Clifton Abraham
Pour les articles homonymes, voir Abraham (homonymie).
(en) Statistiques sur pro-football-reference
Clifton Eugene Abraham, Jr., né le 9 décembre 1971 à Dallas, est un joueur américain de football américain.

## Biographie

### Enfance
Abraham étudie à la David W. Carter High School de Dallas et fait partie de l'équipe de football américain des Cowboys de Dallas, connue pour être particulièrement dominatrice dans l'État du Texas à la fin des années 80,.

### Carrière

#### Université
De 1991 à 1994, il évolue avec les Seminoles de l'université d'État de Floride et apparaît sur le terrain dès sa première année dans l'équipe avant de devenir titulaire pendant trois saisons, remportant le championnat national en 1993. Sur sa carrière universitaire, il intercepte huit passes et est nommé à deux reprises, en 1993 et 1994, dans l'équipe de la saison de l'Atlantic Coast Conference, recevant également le titre d'All-American lors de sa dernière année,. Abraham devient le cinquième cornerback consécutif à recevoir les honneurs d'All-American et est introduit au temple de la renommée de Florida State en 2008.

#### Professionnel
Clifton Abraham est sélectionné au cinquième tour de la draft 1995 de la NFL par les Buccaneers de Tampa Bay au 143e choix. Pour son année de rookie, Abraham est remplaçant aux postes de cornerback et de safety, ne jouant que six rencontres pour trois tacles. Libéré lors de la pré-saison 1996, au mois d'août, il doit attendre octobre 1996 pour retrouver un contrat, avec les Bears de Chicago où il n'apparaît que pendant deux rencontres,. Après un dernier essai chez les Panthers de la Caroline en 1997, ne jouant qu'un match, il se tourne vers le football canadien.
Abraham signe avec les Argonauts de Toronto en 1998 et réalise trente-cinq tacles en dix matchs pour sa première saison avant d'en faire quinze en huit rencontres l'année d'après. Après une saison en dehors du football, il revient à Toronto et poste quarante-quatre tacles en 2001 et intercepte deux passes. Abraham fait son retour aux États-Unis peu de temps après, s'engageant avec l'Xtreme de Los Angeles engagé en XFL, nouvelle ligue de football américain, devenant cornerback titulaire lors de cinq matchs, et postant trois tacles lors du match de championnat final contre les Demons de San Francisco voyant la victoire de Los Angeles.